# Корисні копалини Львівської області
Корисні копалини Львівської області — це мінерально-сировинні ресурси області, які на 41,6 % охоплюють паливно-енергетичну сировину (нафту, вільний газ, конденсат, кам'яне та буре вугілля, торф), друге місце належить покладам, які потрібні для виробництва будівельних матеріалів (34,9 %), третє — покладам прісних і мінеральних підземних вод (19,5 %), решта припадає на такі корисні копалини: самородна сірка, сіль (натрієва, магнієва і калійна), германій, озокерит (загалом близько 4,0 %). У Львівській області налічується 626 родовищ корисних копалин, із яких активно розробляються 247. Проте кількість родовищ може варіюватися від 500 до 680 залежно від джерела інформації, оскільки їхня оцінка ускладнюється комплексним характером.

## Родовища паливно-енергетичної сировини
До складу паливно паливно-енергетичної сировини відносять: буре і кам'яне вугілля, нафту, вільний газ та торф. Кам'яне і буре вугілля, видобувається переважно у північній та північно-західній частинах області і налічує 25 родовищ кам'яного вугілля, серед яких 9 експлуатують. Окрім того, розвідано чотири буровугільні й одне сланцеве родовище. Нафта, газ і газовий конденсат, добувають у Передкарпатській і Карпатській нафтогазоносних областях, а також у Волино-Подільському районі, таких налічується загалом 99 родовищ, з яких 33 експлуатуються. Торф — найбільш поширений ресурс із 130 родовищами. Родовища паливно-енергетичної сировини в межах області розташовані нерівномірно і мають два осередки. Найвища щільність родовищ припадає на райони Шептицького (кам'яне вугілля) і Дрогобича (нафтогазові поклади).

### Газоподібні корисні копалини
У регіоні є 36 родовищ вільного газу із запасами 114,7 млрд м³ (8,4 % від загальних запасів України). Газові родовища сконцентровані у Передкарпатті та Дністровському регіоні.
Найбільші за видобутком газу є:
- Гайське газоконденсатне родовище
- Більче-Волицьке газове родовище
- Хідновицьке газове родовище

За балансовими запасами газу найбільшими є:
- Залужанське газоконденсатне родовище (27,7 млрд м³)
- Летнянське газоконденсатне родовище (14,5 млрд м³)
- Вишнянське газове родовище (9,5 млрд м³)
- Більче-Волицьке газове родовище (8,1 млрд м³)
- Орховицьке газове родовище (7,6 млрд м³)
- Пинянське газове родовище (7,0 млрд м³)

У Львівсько-Волинському басейні вивчено запаси метану, які оцінюються в 10 млрд м³, частина якого видобувається попутно з кам'яним вугіллям. На Бориславському та Заводівському родовищах видобувають етан, пропан і бутан (запаси близько 7 тис. т).

### Рідкі корисні копалини
До рідких корисних копалин відносять нафту та газовий конденсат. У Львівській області виявлено 22 нафтових родовищ а, з яких у розробці перебуває 13. Головний центр нафтовидобутку — довкола Борислава, де родовища формуються на перетині глибоких розломів. Сюди належать Бориславське, Східницьке, Орів-Уличнянське та інші родовища. За балансовими запасами нафти найбільшими є Бориславське (98,1 млн т), Стинавське (44,4 млн т), Орів-Уличнянське (20,8 млн т), Орховицьке (15,7 млн т), Семигинівське (13,9 млн т) і Старосамбірське (11,8 млн т) родовища. Запаси нафти відпрацьовані на 70–75 %, але потенційні ресурси ще не повністю освоєні (лише на третину). На території Львіщини нафтові родовища розробляються понад 100—140 років, а першим родовищем яке відкрите в ХХІ столітті стало Верхньомасловецьке.
Газовий конденсат на Львівщині представлений вісьмома родовищами з покладами у 2,01 млн т, що становить 1,1 % від загальних запасів по Україні. За балансовими запасами конденсату найбільшими є:
- Іваниківське (1,36 млн т)
- Залужанське (0,61 млн т)
- Гайське (0,20 млн т)

### Тверді корисні копалини
До цієї групи входять кам'яне і буре вугілля, менілітові сланці та торф.
Кам'яне вугілля видобувається у Львівсько-Волинському басейні, який є продовженням Люблінського басейну (Польща). У межах регіону виділяють два геолого-промислові райони (ГПР): Червоноградський (основний центр видобутку) та Південно-Західний. Родовища розташовані на території Малого Полісся, Люблінської та Волинської височин. Червоноградський ГПР є ключовим, на його території знаходиться 70–90 % усіх запасів басейну (694,5 млн тонн кам'яного вугілля). Тут працює більшість шахт, включаючи:
- «Великомостівську»
- «Межирічанську»
- «Відродження»
- «Лісову»
- «Надію»
- «Степову»
- «Червоноградську».

Поклади бурого вугілля пов'язані з неогеновими відкладами (нижній і верхній баденій) та належать до Північно-Подільської (Придністровської) вугленосної площі. Загальні запаси становлять близько 9,1 млн тонн. Поклади розташовані у вузькій смузі завширшки 7–10 км уздовж Розточчя, Подільської височини та Малого Полісся. На Львівщині є чотири розвідані родовища: Рава-Руське, Нестерівське (Жовківське), Золочівське та Ясенівське. Сьогодні залишкові запаси бурого вугілля у регіоні незначні, але точні дані про ресурси відсутні, оскільки окремі ділянки між Нестерівським і Рава-Руським родовищами ще не досліджені.
Менілітові сланці поширені в межах Карпатського сланцевого району, приурочені до олігоценових відкладів. Вони або виходять на поверхню, або перекриті тонким шаром четвертинних порід. Поклади сланців представлені у вигляді пластів і прошарків товщиною від 2 до 9 метрів. На Львівщині єдине розвідане родовище менілітових сланців — Верхньосиньовидненське. На його базі заплановано створення кар'єру та цеху для помолу сланців, які використовуватимуть як сировину для виробництва руберойду. Станом на 2012 рік балансові запаси цього родовища оцінювалися у 3,8 млн тонн.
Для Львівщини властиве багатство покладів торфу. Загалом у Львівській області є 128 родовищ торфу, з яких 46 експлуатуються. Загальні балансові запаси торфу становлять 215 636 тис. т, а балансові запаси родовищ, що розробляються — 8735 тис. т торфу. Найбільші торфовища: Великоболітське (16,5 млн т), Стоянівське (9,1 млн т), Солокійське (6,3 млн т), Полонинське (4,8 млн т) і Смільнянське (3,6 млн т). Сьогодні видобувають торф лише на Лопатинському та Стоянівському родовищах для потреб торфобрикетних заводів.

## Родовища гірничо-хімічної та гірничорудної сировини
У Львівській області виявлено і промислово освоєно значну кількість гірничо-хімічної та гірничорудної сировини. Основні родовища сконцентровані в районах Борислава, Дрогобича та Стрия, в межах Дністровського і Сянського Передкарпаття.
- Соляні ресурси: В області розвідано 15 родовищ солей, найбільші з яких — Стебницьке (3,2 млрд т), Бориславське, Нинівське та Доброгостівське. Видобуток проводили на Стебницькому «Полімінералі», де зосереджено всі балансові запаси калійних і магнієвих солей України. Через аварії та зношення обладнання видобуток суттєво знизився, а рудник №2 затоплено. Частково працює рудник №1 для виробництва добрив.
- Сірка: Львівщина займала провідне місце за запасами самородної сірки, які сконцентровані в Яворівському і Роздільському сіркових басейнах. Найбільші родовища — Язівське, Немирівське, Гримнівське. Видобуток сірки значно скоротився через зниження світових цін, і більшість підприємств припинили роботу. Зараз проводяться рекультиваційні роботи з відновлення ландшафтів, створюються рекреаційні водойми.
- Озокерит: Єдине родовище озокериту в Україні — Бориславське, з запасами 113,67 тис. т. Видобуток припинили у 1995 році через нерентабельність, шахти затоплені.

## Родовища будівельної сировини
Львівська область багата на мінеральну сировину для будівництва. Сировинна база включає 14 видів корисних копалин, які використовують для виготовлення будівельних матеріалів. В регіоні розробляють 175 родовищ, з яких 64 активно експлуатуються. Найважливіші ресурси — гіпс, вапняк, крейда, мергель, пісок, глини та інші. Основні підприємства забезпечують внутрішній ринок і мають експортний потенціал. Кар’єри поширені нерівномірно, зосереджені поблизу урбанізованих і промислових центрів, а також біля річок Дністер і Стрий.
Найбільше кар’єрів у рівнинних районах Львівщини, найменше — у гірських регіонах, як-от Стрийсько-Сянська Верховина. * Гіпси та вапняки: Головним районом видобутку є Дністровський гіпсоносний район, де працюють Миколаївський цементний завод і інші підприємства.
- Цегельно-черепична сировина: Представлена 91 родовищем із запасами понад 135 млн м³. Найбільші кар’єри розташовані у Львівському Опіллі та Дрогобицькому передгір’ї.
- Керамзитова сировина: Видобувають леси, глини та суглинки, які використовуються для виробництва керамзиту.
- Цементна сировина: Основні ресурси — карбонатні породи (вапняки, гіпси, крейда) і глинисті матеріали.

## Родовища гідромінеральної сировини
На Львівщині понад 300 років використовують мінеральні води. В регіоні розроблено близько 60 родовищ із загальними запасами 5,4 тис. м³/добу, з яких експлуатуються 21 родовище. Основні курорти — Трускавець, Моршин, Шкло, Східниця, Немирів і Великий Любінь. У 2007 році видобуток становив 1,1 тис. м³/добу. На Львівщині найпоширеніші води без специфічних компонентів і сульфідні, зокрема типу «Нафтуся».
Волино-Подільський басейн — відомий сірководневими водами, зокрема сульфатними кальцієвими. На їхній основі працюють курорти Немирів, Шкло і Великий Любінь.
Передкарпатський басейн — містить різноманітні мінеральні води (гідрокарбонатні, хлоридні, сульфатні). Найвідоміші курорти — Трускавець і Моршин.
Карпатський регіон — багатий на содові, залізисті та вуглекислі води, особливо в Східниці, Розлучі та Верхньому Синьовидному.